# Синглтон, Затти
Артур Джеймс «Затти» Синглтон (14 мая 1898 – 14 июля 1975) — один из важных и влиятельных ранних джазовых барабанщиков США.
Синглтон родился в городе Банки штата Луизиана и вырос в Новом Орлеане. Он в 1915 году уже профессионально работал со Стивом Льюисом. Также он проходил службу в морской пехоте военных сил США во время Первой мировой войны. По возвращении в Новый Орлеан, Затти Синглтон с таким коллективами таких известных музыкантов, как Папа Селестин, «Большеглазый» Луи Нельсон, Джон Робишо и Фейт Мэрэйбл. Вскоре он покинул Сент-Луис, чтобы играть в коллективе Чарли Крита, и позже переехал в Чикаго.
В Чикаго Синглтон играл с Доком Куком, Дейвом Пейтоном, Джимми Нуном и театральными коллективами, чуть позднее, вместе с Эрлом Хайнсом, в коллективе Луи Армстронга. В 1928 и 1929 годах были сделаны записи в составе коллектива «Луи Армстронг и его горячая пятерка».:41 В 1929 году он вместе в Армстронгом переехал в Нью-Йорк. Помимо Армстронга, Синглтон ещё играл с Баббой Майли, Томми Лэдни, Фэтсом Уоллером, Джелли Ролл Мортоном:1044 и Отто Хардвиком. Также он подменял Билла Робинсона. В 1934 Синглтон вернулся в Чикаго и опять появился в Нью-Йорке только в 1937 для работы с Меззом Мерроу и Сидни Беше.:99
В 1943 он перебрался в Лос-Анджелес, где собрал свой коллектив, играющий для кинокартин и в радиошоу Орсона Уэллса. Позже он сотрудничал с такими джазовыми музыкантами, как Слим Гейлард, Винги Мэнон,:937 Эдди Кондон, Нэппи Лэмар, Арт Хоудс, Орэн «Хот Липс» Пейдж и Макс Камински.

## Смерть
Синглтон отошёл от дел после пережитого инсульта в 1970. Он умер в Нью-Йорке в 1975 в возрасте 77 лет.